# 陈涛 (1971年)
陈涛（1971年3月—），中华人民共和国政治人物，生于江苏启东，中国共产党党籍。现任广东省汕头市市长。，第十四届全国人民代表大会代表。

## 生平
陈涛长期在江苏省工作，担任过江苏省对外贸易合作委员会厅外资处副处长、境外投资处副处长、外资处长、国际服务外包办公室主任。
2009年9月，陈涛任江苏省商务厅外资处（服务外包处）处长，2010年11月任江苏省商务厅副厅长。2012年外放至淮安市，先后担任该市政府副市长，中共淮安市委常委、宣传部部长、统战部部长等职，2018年转任中共常州市委常委、宣传部部长。2021年升任江苏省商务厅厅长。
2024年10月24日，陈涛跨省履新，出任广东省汕头市代理市长，四天後當選市長。